# Підрахунок карт
Підрахунок карт — це стратегія гри в блекджек, використовувана для визначення переваги гравця чи дилера у наступній роздачі. Лічильники карт — це гравці, які намагаються подолати перевагу казино, ведучи підрахунок зданих карт високої та низької гідності. Вони зазвичай роблять більше ставок, коли вони мають перевагу, і менше, коли перевага в дилера. Вони також змінюють ігрові рішення, залежно від складу колоди.

## Основи
Підрахунок карт заснований на статистичних даних про те, що високі карти (тузи, 10 та 9) приносять користь гравцю, а молодші карти (2, 3, 4, 5, 6 та 7) приносять користь дилеру. Старші карти приносять гравцеві такі переваги:
- Вони збільшують ймовірність того, що гравець потрапить на натуральну карту, яка зазвичай виплачується за коефіцієнтом 3 до 2.
- Подвоєння ставки підвищує математичне очікування. Підвищене співвідношення десяток і тузів підвищує можливість успішного подвоєння.
- Вони надають гравцеві додаткові можливості поділу.
- Вони можуть зробити страхову ставку прибутковою, оскільки це підвищує можливість блекджека у дилера.
- Вони також збільшують можливість банкрутства дилера. Це також збільшує ймовірність того, що гравець вилетить, але гравець може вибрати нижчу суму, залежно від підрахунку.

З іншого боку, молодші карти приносять користь дилеру. Правила вимагають, щоб дилер збирав жорсткі руки (всього 12-16), а низькі карти з меншою ймовірністю перевищать ці суми. Дилер із жорсткою рукою програє, якщо наступна картка буде 10.
Лічильникам карт не потрібні незвичайні розумові здібності; вони не відстежують та не запам'ятовують певні карти. Натомість лічильники карт присвоюють кожній картці бали, які оцінюють цінність цієї карти. Вони відстежують суму цих значень за допомогою «біжучого рахунку». Міф про те, що лічильники відстежують кожну карту, був зображений у фільмі 1988 року «Людина дощу», в якому персонаж-вчений Реймонд Беббіт з легкістю перераховує шість колод, а працівник казино зауважує, що це неможливо зробити.